# 新城-雷讷维尔-舍维尼
新城-雷讷维尔-舍维尼（法語：Villeneuve-Renneville-Chevigny，法語發音：[vilnœv ʁɛnvil ʃəviɲi]）是法国马恩省的一个市镇，位于该省南部，属于香槟沙隆区。

## 历史
1858年，市镇鲁菲新城（Villeneuve-lès-Rouffy）和雷讷维尔（Chevigny）合并为新城-雷讷维尔（Villeneuve-Renneville）。1865年，新城-雷讷维尔与舍维尼合并为新城-雷讷维尔-舍维尼（Villeneuve-Renneville-Chevigny）。。

## 地理
新城-雷讷维尔-舍维尼（48°55'8"N, 4°3'42"E）面积17.17 平方千米，位于法国大東部大區马恩省，该省份为法国东北部内陆省份，北起阿登省，西北接埃纳省，西南接塞纳-马恩省，南至奥布省，东南接上马恩省，东临默兹省。
与新城-雷讷维尔-舍维尼接壤的市镇（或旧市镇、城区）包括：尚特里-比耶日、勒梅尼勒叙奥热、鲁菲、特雷孔、武济、布朗科托。
新城-雷讷维尔-舍维尼的时区为UTC+01:00、UTC+02:00（夏令时）。

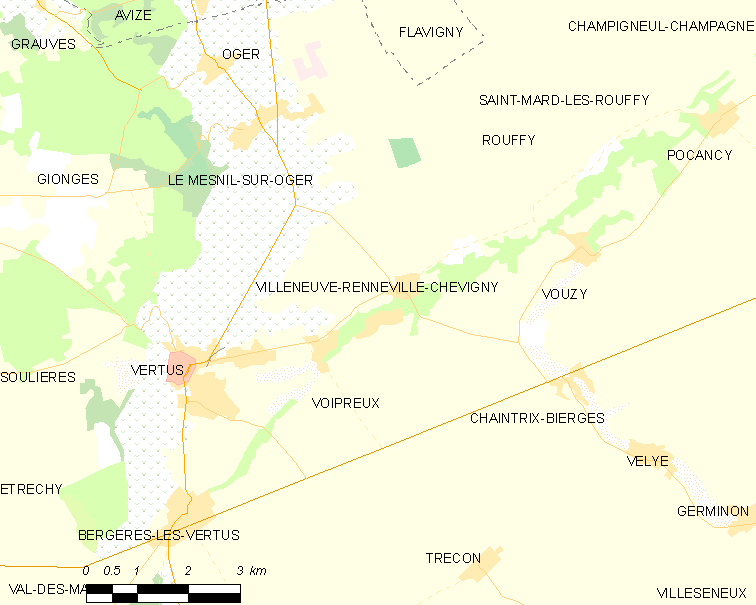
新城-雷讷维尔-舍维尼的OSM定位图

## 行政
新城-雷讷维尔-舍维尼的邮政编码为51130，INSEE市镇编码为51627。

## 政治
新城-雷讷维尔-舍维尼所属的省级选区为韦尔蒂-香槟平原县。

## 人口
新城-雷讷维尔-舍维尼于2022年1月1日时的人口数量为325人。

1962-2008年间新城-雷讷维尔-舍维尼人口变化图示